# アプソン郡 (ジョージア州)
アプソン郡（英: Upson County）は、アメリカ合衆国ジョージア州の西部に位置する郡である。2010年国勢調査での人口は27,153人であり、2000年の27,597人から1.6%減少した。郡庁所在地はトマストン市（人口9,170人）であり、同郡で人口最大の都市でもある。
アプソン郡はトマストン小都市圏に属しており、またアトランタ広域都市圏にも入っている。

## 歴史
アプソン郡はジョージア州中西部にあり、1824年12月15日の州議会法により設立された。アメリカ合衆国政府とクリーク族インディアンの間に結ばれた1821年のインディアンスプリングス条約により、ジョージア州中央部のオクマルギー川からフリント川に広がる土地がアメリカ合衆国に譲渡された。郡域はパイク郡とクロウフォード郡の一部を合わせて作られた。土地を獲得するために使われた抽選方式によって、多くの開拓者がこの地域に惹きつけられた。アプソン郡は州内59番目の郡であり、郡名は郡が設立される4か月前に死亡していたスティーブン・アプソン（1784年または1785年-1824年）に因んで名付けられた。ゴードン兄弟の生誕地でもある。兄のジョン・B・ゴードンは南北戦争のときに南軍の少将であり、その後ジョージア州知事を務めた。弟のユージン・C・ゴードンは南軍アラバマ騎兵隊の少佐であり、ディケーターの町を開発した。
1825年3月、下級裁判所の判事が郡庁舎と監獄を建設するために、第10地区第217区画の土地を購入した。この区画の周りに郡庁所在地としてのトマストンの町が成長した。1825年6月11日に法人化されたこの町は、米英戦争（1812年-1815年）の英雄ジェット・トーマスに因んで名付けられた。
郡内に入った開拓者の多くは、オコニー川とオーガスタ市の間にある州東部の郡部から来ていた。その中には多くの奴隷を所有するプランテーション所有者もいた。郡東部のロックの町周辺やフリント川沿いの肥沃な土壌を耕し、主に綿花を育てた。ノースカロライナ州やサウスカロライナ州から入ってきた開拓者もいた。郡内初の綿糸製造所であるウェイマンビル工場あるいはフランクリン工場は1833年にトブラー・クリーク沿いに建設され、1835年にはニューイングランドから来た人々が繊維の製造を始めた。
オーガスタ市とコロンバス市の間にあった駅馬車と荷車隊の道である旧アラバマ駅馬車道路が、郡北東部を通り、南西部のオーチャンプキー屋根付橋のダブル橋でフリント川を渡った。ダブル橋はフリント川の中にあるオーウェンズ島の両岸に架かる2本の橋でだった。ここでは南北戦争のときに騎兵隊の小戦闘が起きた。1865年4月18日、北軍襲撃隊がアプソン郡で3日間の破壊を始めた。ジェイムズ・ハリソン・ウィルソン少将の騎兵隊がメイコン市に向かっていた。その任務は南部にある農業や工業の施設を破壊することだった。ジョージア騎兵隊予備役第1大隊の50名が橋の所で立ち塞がった。この部隊は大部隊の北軍に対して何度か発砲した後に逃亡した。家屋が略奪されて焼かれ、ウェイマンビル綿糸工場など幾つかの工場が破壊された。
戦後も工場は郡経済の重要部分であり続けた。トマストン工場が1899年から2001年まで郡の主要雇用主だった。その後この会社はメキシコに移転した。タイヤコード繊維の製造者であるマーサ・ミルズは1927年に操業を始め、2006年に閉鎖された。マーサ・ミルズは1929年にB・F・グッドリッチに買収され、後の2008年にウェステックに渡った。1920年代、桃の栽培が盛んになったが、1930年代の世界恐慌の時代に果樹園労働者が工場で働くようになったために桃の栽培地はほとんど無くなった。桃の木は伐採され製材用の樹木が植えられた。
1930年、アメリカ独立戦争の娘たちが後援し、著名なロマンス小説の作家エブリン・ハンナが「アプソン郡の歴史」を書いた。
郡内にはサザン・クレセント工科カレッジフリント川キャンパスがあり、観光地も幾つかある。スプレウェル崖はフリント川がオーク山を切り取った川沿いの崖であり、広さ200エーカー (0.81 km2) のクライミングができる地域になっている。川岸を長さ3マイル (5 km) の歩道が取り巻いている。スプレウェル崖州立公園は広さ1,372エーカー (5.55 km2) の釣り、ハイキング、ピクニック、蹄鉄投げ、バレーボールができる公園である。郡南東部にあるオーチャンプキー屋根付き橋は1892年に架けられた橋の正確な複製である。元の橋は1994年に州内を襲った洪水で流された。連邦政府の災害援助金によって、屋根付き橋の工芸家アーノルド・M・グラトンが橋を再建できた。

## 地理
アメリカ合衆国国勢調査局に拠れば、郡域全面積は327.64平方マイル (848.6 km2)であり、このうち陸地325.48平方マイル (843.0 km2)、水域は2.15平方マイル (5.6 km2)で水域率は0.66%である。アプソン郡の夏は州内でも最も湿度が低くなる。

### 主要高規格道路

#### アメリカ国道
- アメリカ国道19号線
- アメリカ国道80号線

#### ジョージア州道
- ジョージア州道3号線
- ジョージア州道22号線
- ジョージア州道36号線
- ジョージア州道74号線
- ジョージア州道74号線代替路

### 隣接する郡
- ラマー郡 - 北
- パイク郡 - 北
- モンロー郡 - 北東
- クロウフォード郡 - 南東
- テイラー郡 - 南
- タルボット郡 - 南西
- メリウェザー郡 - 北西

## 人口動態
以下は2000年国勢調査による人口統計データである。
| 基礎データ - 人口: 27,597人 - 世帯数: 10,722 世帯 - 家族数: 7,687 家族 - 人口密度: 33人/km2（85人/mi2） - 住居数: 11,616軒 - 住居密度: 14軒/km2（36軒/mi2） 人種別人口構成 - 白人: 70.58% - アフリカン・アメリカン: 27.95% - ネイティブ・アメリカン: 0.25% - アジア人: 0.38% - 太平洋諸島系: 0.02% - その他の人種: 0.30% - 混血: 0.53% - ヒスパニック・ラテン系: 1.18% 年齢別人口構成 - 18歳未満: 25.5% - 18-24歳: 8.3% - 25-44歳: 27.8% - 45-64歳: 23.5% - 65歳以上: 14.9% - 年齢の中央値: 37歳 - 性比（女性100人あたり男性の人口） - 総人口: 90.4 - 18歳以上: 85.3 | 世帯と家族（対世帯数） - 18歳未満の子供がいる: 31.7% - 結婚・同居している夫婦: 50.7% - 未婚・離婚・死別女性が世帯主: 16.9% - 非家族世帯: 28.3% - 単身世帯: 25.2% - 65歳以上の老人1人暮らし: 11.6% - 平均構成人数 - 世帯: 2.53人 - 家族: 3.01人 収入と家計 - 収入の中央値 - 世帯: 31,201米ドル - 家族: 37,418米ドル - 性別 - 男性: 30,484米ドル - 女性: 20,520米ドル - 人口1人あたり収入: 17,053米ドル - 貧困線以下 - 対人口: 14.7% - 対家族数: 11.2% - 18歳未満: 21.7% - 65歳以上: 11.7% |

## 都市と町
- トマストン - 郡庁所在地
- ハンナズミル
- リンカーンパーク
- セイラム
- サンセットビレッジ
- イエーツビル